# Mysmenopsis cymbia
Mysmenopsis cymbia är en spindelart som först beskrevs av Claude Lévi 1956.  Mysmenopsis cymbia ingår i släktet Mysmenopsis och familjen Mysmenidae. Inga underarter finns listade i Catalogue of Life.